# Datamatrix
Le code Datamatrix est un type de code-barres bidimensionnel à haute densité, permettant de représenter une quantité importante d'informations sur une surface réduite, jusqu'à 2 335 caractères alphanumériques ou 3 116 caractères numériques, sur environ 1 cm2. Le code Datamatrix est dans le domaine public, ce qui signifie qu'il peut être utilisé dans toute application sans être soumis à redevances. Il répond à la norme ISO/CEI 16022.

## Présentation
Le Datamatrix se présente sous la forme d’une matrice constituée de points ou de carrés juxtaposés.
Selon ces mêmes normes, le Datamatrix peut contenir des niveaux de sécurité (ECC pour Error-Correcting Code, code correcteur en français) différents qui lui permettent d’être lu même en étant partiellement dégradé ou occulté. Plus le niveau de sécurité est important, plus le symbole augmente en taille. Il existe plusieurs variantes du Datamatrix admises par la norme : du ECC000 qui n’offre aucune sécurité si le symbole est dégradé, au ECC200 qui offre le niveau de sécurité maximal (lecture possible d’un symbole occulté jusqu’à environ 20 %)

## Applications

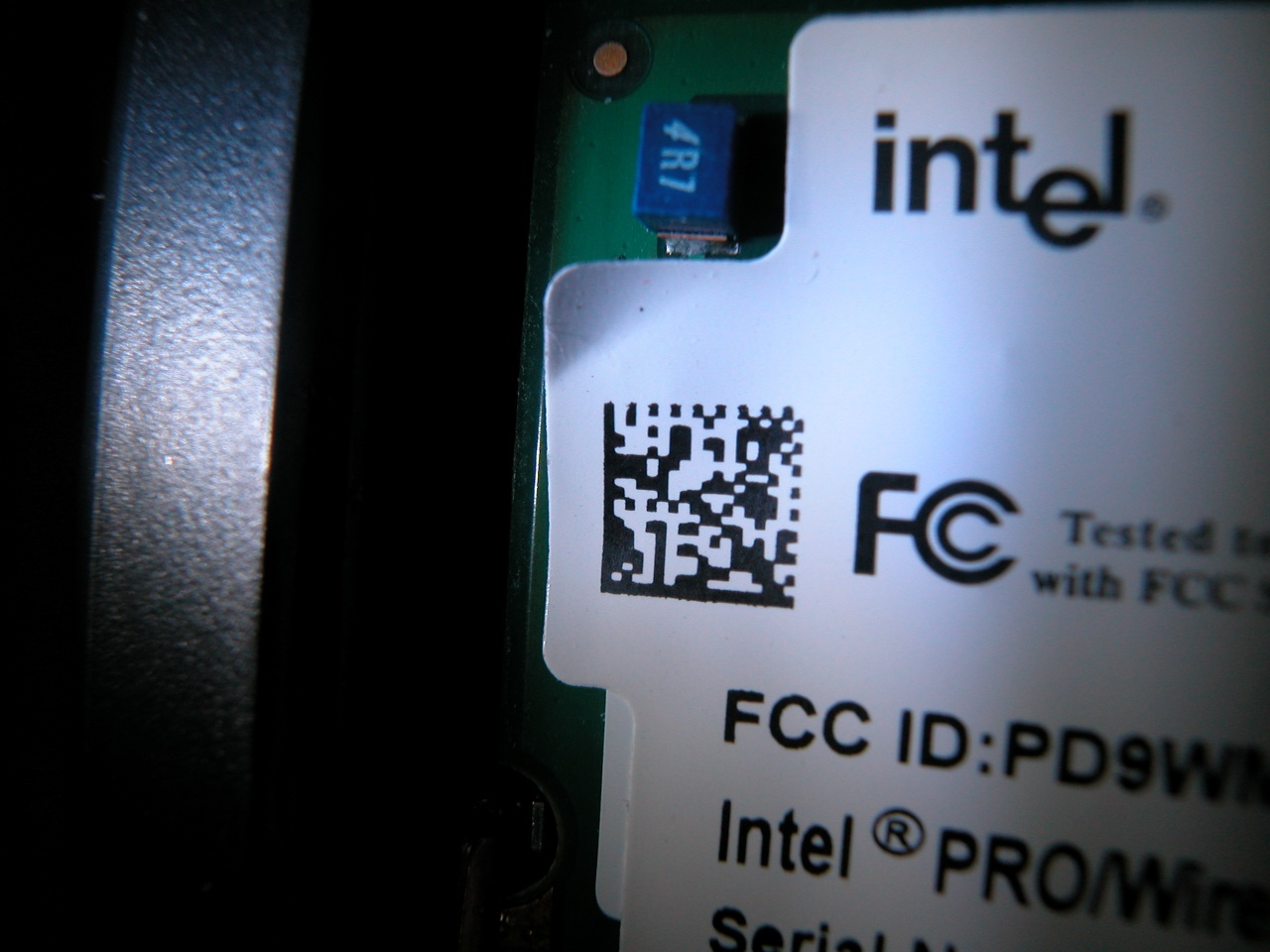
Un Data Matrix (matrice de données binaires) sur une carte Mini PCI, représentant le numéro de série 15C06E115AZC72983004

Le domaine principal d'application est le marquage de très petites pièces mécaniques ou électroniques. Il est utilisé entre autres par la NASA, pour le marquage de chacune des pièces composant les navettes spatiales. Dans les applications courantes, il est utilisé pour l'affranchissement du courrier dans certains pays, comme la Suisse, et plus récemment pour certaines applications de téléphonie mobile, il est alors souvent surnommé Tag. Flashcode est une implémentation commerciale propriétaire s'appuyant sur la norme Datamatrix.

### France
Le Datamatrix ECC200 fait partie des standards GS1 sous le nom de « GS1 Datamatrix ». Un avis récent de l'Afssaps indique que, depuis janvier 2011, tous les médicaments soumis à l'AMM (autorisation de mise sur le marché) devront comporter, en plus des mentions légales actuelles, un code 2D Datamatrix contenant un certain nombre d’informations prédéfinies.

### Union européenne
Comme en France, les médicaments à usage humain commercialisés sur le marché de l'Union européenne doivent être étiquetés par datamatrix selon le règlement délégué (UE) 2016/161 du 2 octobre 2015. C'est aussi le cas des étiquetages marins dans l'UE.
La datamatrix peut également être utilisé pour assurer la traçabilité du tabac au sens du règlement d'exécution (UE) 2018/574 du 15 décembre 2017 relatif aux normes techniques pour la mise en place et le fonctionnement d'un système de traçabilité des produits du tabac.

## Aspects techniques

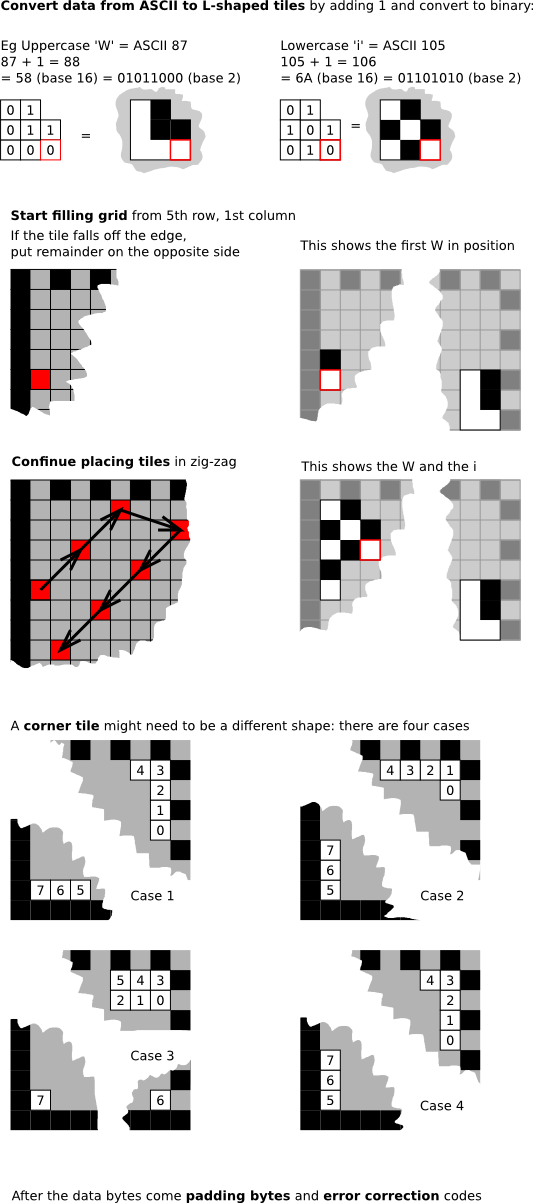

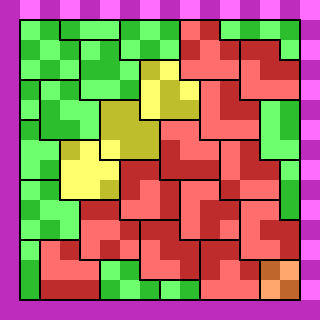
Exemple de code DataMatrix, représentant le texte "Wikipedia" coloré pour montrer données (vert), remplissage (jaune), correction d'erreur (rouge), repères et timing (magenta) et inutilisation (orange).
Ordre de lecture des cases

Le standard GS1 Datamatrix utilise la même composition que les codes GS1 mais n'est pas autant limité en nombre de caractères par rapport au codes 1D. À savoir que le code GS1 128 est limité à 48 caractères. Le code GS1 Datamatrix, lui, est limité à plus de 2335 caractères alphanumériques en carré de 144 points de côté (près de 49 fois plus) et à 72 caractères alphanumériques en rectangle de 16x48 points (1.5 fois plus).
L'impression d'un code Datamatrix peut demander une résolution comprise entre 300 et 2 500 dpi. Pour les impressions directes sur lignes de production, le positionnement de l'objet à imprimer doit donc être précis, si possible sans contact physique d'un guide qui pourrait altérer le code imprimé. Des convoyeurs à bande spécifiques (par aspiration inférieure notamment, ce qui laisse totalement libres les cinq autres faces de l'objet) peuvent être utilisés.

## Lecture

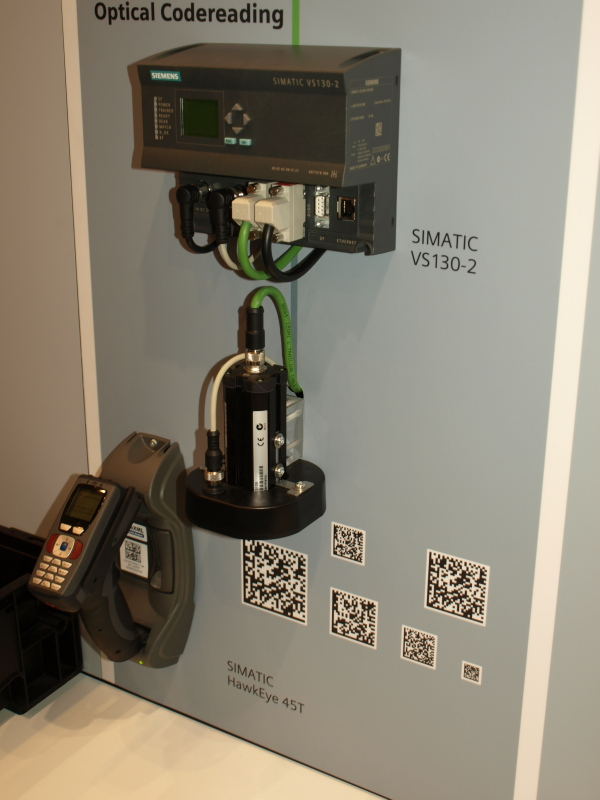
Lecteur industriel de code Data Matrix

Le Datamatrix, et plus généralement un code à barres 2D, nécessite une technologie de lecture par caméra très différente de celle utilisée pour la lecture des codes 1D. Cette spécificité impose des contraintes dans sa mise en œuvre mais offre également des opportunités telles que la lecture à l’aide de téléphone portable. De telles applications se généralisent au début des années 2010, notamment via la norme code QR.

## Similitudes
Dans un épisode de la série Les Envahisseurs, intitulé Le Rideau de Lierre, un système d'affichage projetant des symboles similaires à un Datamatrix est utilisé lors de la programmation mentale des individus. De forme carrée et constitué de pixels lumineux, il est encastré dans le mur d'une des salles de l'université Midlands Academy, et a une taille comparable à celle d'un tableau de classe. La ressemblance de ce système avec le code Datamatrix est poussée jusqu'à retrouver la présence de deux barres pleines en bordure, l'une horizontale et l'autre verticale, comme celles visibles dans l'image montrée un peu plus haut.